# Chartocerus delicatus
Chartocerus delicatus är en stekelart som först beskrevs av Girault 1933.  Chartocerus delicatus ingår i släktet Chartocerus och familjen långklubbsteklar. Inga underarter finns listade i Catalogue of Life.